# Axel Hardt
Axel Hardt (* 20. Juni 1973 in Speyer) ist ein Brigadegeneral des Heeres der Bundeswehr und seit Februar 2024 Brigadekommandeur der Panzerbrigade 12 in Cham.

## Leben

### Ausbildung und erste Verwendungen
Hardt wurde in Speyer geboren und trat 1994 als Soldat auf Zeit in die Bundeswehr ein und absolvierte bis 1995 die Allgemeine Grundausbildung und Spezialgrundausbildung als Sicherungssoldat bei der Schule für Personal in integrierter Verwendung in Köln. Von 1995 bis 1998 folgte die Offizierausbildung zum Offizier des Truppendienstes der Panzertruppe an der Panzertruppenschule in Munster, beim Panzerbataillon 393 in Bad Salzungen und an der Offizierschule des Heeres, damals in Hannover, und von 1998 bis 2001 das Studium der Wirtschafts- und Organisationswissenschaften an der Universität der Bundeswehr München in Neubiberg bei München, das er als Diplom-Kaufmann abschloss. Anschließend wurde er Zugführer eines Panzer-Zuges im Panzerbataillon 33 in Neustadt am Rübenberge bei Hannover, wo er beim Hochwasser in Mitteleuropa 2002 eingesetzt wurde. 2003 wurde er Kompaniechef in jenem Bataillon. Ab 2005 war Hardt Hörsaalleiter in der Offizierausbildung an der Panzertruppenschule in Munster, ab 2006 Adjutant beim General der Panzertruppen an der Panzertruppenschule in Munster und ab 2007 Ordonnanzoffizier beim Inspekteur des Heeres im Bundesministerium der Verteidigung in Bonn.

### Dienst als Stabsoffizier
Von 2008 bis 2010 absolvierte Hardt den 5. Lehrgang Generalstabs-/Admiralstabsdienst National (LGAN) an der Führungsakademie der Bundeswehr in Hamburg, wo er zum Offizier im Generalstabsdienst ausgebildet wurde. Anschließend durchlief er von 2010 bis 2011 eine Verwendung als Stabsoffizier in der Generalstabsabteilung 3, multinationale Ausbildung und Übungen, im Heeresführungskommando in Koblenz und von 2011 bis 2013 als Bataillonskommandeur des Panzerbataillons 33 in Neustadt am Rübenberge. Im Folgenden wechselte er 2015 als Personalführer zum Bundesamt für das Personalmanagement der Bundeswehr nach Köln und wurde dort 2017 Referatsleiter III Z 3. Ab 2018 studierte Hardt am United States Army War College in Carlisle in Pennsylvania in den Vereinigten Staaten, erreichte den Abschluss als Master of Strategic Studies und dozierte anschließend dort. 2020 kehrte er nach Deutschland zurück als Referatsleiter P II 2 (Personalführung aller Offiziere der Bundeswehr ab der Besoldungsgruppe B 3) im Bundesministerium der Verteidigung in Bonn. 2023 wurde er Chef des Stabes der 10. Panzerdivision in Veitshöchheim.

### Dienst als General
Im Februar 2024 übernahm Hardt die Führung über die Panzerbrigade 12 „Oberpfalz“ in Cham und wurde zum Brigadegeneral ernannt.

### Auslandseinsätze
Hardt nahm an zwei Auslandseinsätzen der Bundeswehr teil:
- Januar bis März 2005: S3-Offizier im Provincial Reconstruction Team in Kundus und Faizabad der International Security Assistance Force in Afghanistan
- Mai bis Oktober 2014: Chef des Stabes des deutschen Einsatzkontingents KFOR im Kosovo

### Auszeichnungen
- 1997: Scharnhorst-Preis der Offizierschule des Heeres
- 2002: Einsatzmedaille der Bundeswehr Fluthilfe
- 2005: NATO-Medaille ISAF
- 2014: NATO-Medaille KFOR
- 2017: Ehrenkreuz der Bundeswehr in Gold
- 2020: Meritorious Service Medal

## Privates
Hardt ist verheiratet und hat zwei Kinder.